# Roberto Minervini (regista)
Roberto Minervini (Fermo, 1970) è un regista e sceneggiatore italiano.

## Biografia
Nato a Fermo nel 1970, ha conseguito la laurea in Economia e commercio all'Università di Ancona e un dottorato in "Storia del Cinema" presso l'Università autonoma di Madrid; dopo aver perso il lavoro a seguito dell'attentato dell'11 settembre alle Torri gemelle di New York, nel 2004 ha ottenuto un master in Media Studies alla New School University di New York. Dal 2006 al 2007 ha insegnato Regia, Sceneggiatura e Realizzazione di documentari nelle Università De La Salle e San Beda di Manila, nelle Filippine. Vive e lavora tra l'Italia e gli Stati Uniti. 
Il film Stop the Pounding Heart fece parte della Selezione ufficiale del Festival di Cannes 2013 e ha ottenuto numerosi riconoscimenti, tra cui il David di Donatello come miglior documentario nel 2014. Il film precedente, Bassa marea (Low Tide) fu presentato alla sezione "Orizzonti" nella 69ª Mostra internazionale d'arte cinematografica di Venezia (2012) e insignito del premio Ambassador of Hope. Il film Louisiana (The Other Side) è stato selezionato per la sezione Un Certain Regard del Festival di Cannes 2015. Roberto Minervini ha fatto parte della Giuria della sezione "Orizzonti" nella 71ª Mostra internazionale d'arte cinematografica di Venezia (2014). Nel 2024 ritorna al Festival di Cannes con il suo primo film di fiction I dannati, ancora una volta nella sezione Un Certain Regard, per il quale vince il premio ex aequo per la miglior regia..

## Filmografia

### Cortometraggi
- Voodoo Doll (2005)
- Come to Daddy (2005)
- Notes (2005)
- Le lucciole (2006)

### Lungometraggi
- The Passage (2011)
- Bassa marea (Low Tide) (2012)
- Stop the Pounding Heart (2013)
- Louisiana (The Other Side) (2015)
- Che fare quando il mondo è in fiamme? (What You Gonna Do When the World's on Fire?) (2018)
- I dannati (The Damned) (2024)

### Altro
- Eureka, regia di Lisandro Alonso (2023) - co-produttore
- All We Imagine As Light - Amore a Mumbai (All We Imagine As Light), regia di Payal Kapadiya (2024) - co-produttore

## Riconoscimenti
- 2013 – Torino Film Festival
  - Premio speciale della giuria per il miglior documentario internazionale a Stop the Pounding Heart[10].
- Festival di Cannes
  - 2013 - Selezione ufficiale fuori concorso (Stop the Pounding Heart)
  - 2016 - Selezione sezione Un Certain Regard (Louisiana (The Other Side))[11].
  - 2024 - Selezione sezione Un Certain Regard (I dannati)
  - 2024 - Premio per la Miglior Regia Un Certain Regard (I dannati)
- 2014 – David di Donatello
  - 2014 - Miglior documentario di lungometraggio a Stop the Pounding Heart[12][13]
  - 2016 - Candidato a Miglior documentario a Louisiana (The Other Side)[14].
- 2017 – Festival Annecy Cinéma Italien
  - Premio Sergio Leone[15][16].
- 2018 – Mostra internazionale d'arte cinematografica
  - Premio Unicef a Che fare quando il mondo è in fiamme?[17].